# Cyrnellus collaris
Cyrnellus collaris is een schietmot uit de familie Polycentropodidae. De soort komt voor in het Neotropisch gebied.